# Shin-Ei Animation
Pour la compétition de jeu de go, voir Shin-Ei.
Shin-Ei Animation Co., Ltd. (シンエイ動画株式会社, Shin'ei Dōga Kabushiki-gaisha) est une entreprise d'animation japonaise appartenant à TV Asahi Corporation. Fondé à Tokyo en 1976, il est le successeur de A Production (エイプロダクション, Ei Purodakushon), une précédente entreprise risquée d'animation de son fondateur, Daikichirō Kusube (ja), qui était auparavant animateur pour Toei Animation.
Shin-Ei est connu pour être le studio derrière la production de deux des séries télévisées d'animation les plus populaires : Doraemon et Crayon Shin-chan, qui sont encore diffusées à la télévision japonaise depuis 1979 et 1992 respectivement.

## Histoire

### La période A Production
Le nom de A Production (A Pro) « provient d'une certaine manière de la première lettre A, avec pour signification Ace en français : « As » » selon les dires de son fondateur Daikichirō Kusube (ja).
Fondé par une troupe de marionnettistes à l'aube des séries télévisées d'animation, le studio Tokyo Movie était tombé dans une crise de gestion avec la série télévisée Big X (ja) qui l'a obligé à réorganiser sa production en se basant sur cet échec. Par conséquent, Yutaka Fujioka (ja), qui était alors le président de Tokyo Movie, discutait avec Daikichirō Kusube, auparavant animateur chez Tōei Dōga (l'actuel Toei Animation), ce qui a été le catalyseur de la fondation de A Pro. Puis, Kusube s'est entretenu avec Osamu Kobayashi et Tsutomu Shibayama (ja), qui étaient des nouveaux arrivants chez Tōei, et après un court délai, Yoshio Kabashima (ja) et Keisuke Morishita (ja) ont rejoint l'équipe de Kusube, et ces cinq personnes ont fondé A Production en 1965 avec son studio installé à Yoyogi dans l'arrondissement de Shibuya à Tokyo.
Ainsi, A Production se charge alors de tout ce qui concerne l'animation et Tokyo Movie de la production et du management dans une alliance commerciale. Le frère cadet de Kusube, Sankichirō Kusube (ja), a rejoint Tokyo Movie et a soutenu son frère Daikichirō en tant que membre du personnel de gestion de la production. Peu de temps après, Tōei Dōga a également changé l'orientation des nouveaux arrivants passant des longs métrages d'animation aux séries télévisées d'animation ; cela a conduit aux transferts successifs du personnel de longs métrages d'animation et de membres du personnel principal de Tōei Dōga au sein de A Pro.
Shigetsugu Yoshida (ja), Yasuo Ōtsuka, Hayao Miyazaki, Isao Takahata et Yōichi Kotabe font partie de ces groupes de transferts, et avec les nouveaux arrivants à l'époque formés par recrutement régulier comme Eiichi Nakamura (ja), ils ont travaillé sur un certain nombre d'œuvres de Tokyo Movie, tels que Obake no Q-Tarō, Kyojin no hoshi, Lupin III, Dokonjō Gaeru (ja), Kōya no shōnen Isamu et Tensai Bakabon (ja).
En plus du personnel de dessins et réalisation, A Pro disposait également d'une branche artistique et d'une branche de finition, et à son apogée, le studio était fier de la production simultanée de cinq œuvres d'animation télévisées. Cependant, à partir de 1974, les relations entre Tokyo Movie et A Production commence à se dégrader. Daikichirō Kusube tombe malade, le rendant indisponible pendant un an, et le studio est contraint de tourner au ralenti. Cela contrarie les plans de Fujioka qui, désintéressé du marché japonais, voulait se tourner davantage vers le marché américain et la production de longs métrages. Face aux difficultés de A Production, Fujioka fonde le 19 mai 1975 Telecom Animation Film, la nouvelle filiale de Tokyo Movie qui est destiné à produire des longs métrages et pour l'étranger. Kusube, sentant les limites à ce régime de production exclusive en raison de ce contexte et de la crise de gestion, a décidé de faire d'A Production une entreprise qui planifie et produit indépendamment, et de ce fait, Tokyo Movie et A Production mettent fin à leur collaboration avec leur dernière série Ganso tensai Bakabon (ja) en 1976.

### La période Shin-Ei Animation
Le 9 septembre 1976, la société A Production est réorganisée et est renommée à cette occasion en Shin-Ei Animation Co., Ltd.. Selon Daikichirō Kusube, l'origine du nom « Shin-Ei » provient de Shin A (新A, Shin Ei) qui est la contraction de Shinsei A Pro (新生Aプロ, Shinsei Ei Puro) signifiant littéralement « Nouveau A Production » (新しいAプロダクション, Atarashī Ei Purodakushon),. Le nouveau logo est créé avec un personnage servant de mascotte, le « A » de Shin-Ei est ainsi dessiné avec une tête et une main de façon enfantin. Conçu par Daikichirō Kusube, il le nomma « A-chan » (エーちゃん, Ē-chan).
TV Asahi a acquis la majorité des actions de la société en octobre 2008 et fait d'elle sa filiale en avril 2009,. En octobre 2010, TV Asahi obtient la totalité des actions de Shin-Ei,.
En avril 2017, le studio d'animation SynergySP devient une filiale de l'entreprise. Sōjirō Masuko, ancien réalisateur et producteur en chef, est placé à la tête de la société.

## Productions

### Séries télévisées
| Années 1970 | Années 1970                                          | Années 1970                      | Années 1970                                                                             |
| Année       | Titre                                                | Date de 1re diffusion            | Notes                                                                                   |
| ----------- | ---------------------------------------------------- | -------------------------------- | --------------------------------------------------------------------------------------- |
| 1977        | Ore wa Teppei (ja)                                   | 12 septembre 1977 - 27 mars 1978 | Basé sur le manga de Tetsuya Chiba                                                      |
| 1977        | Yakyū-kyō no uta (ja)                                | 23 décembre 1977 - 26 mars 1979  | Basé sur le manga de Shinji Mizushima ; coopération de production pour Nippon Animation |
| 1978        | Ikkyū-san (ja)                                       | 10 avril 1978 - 23 octobre 1978  | Basé sur le manga de Shinji Mizushima                                                   |
| 1979        | Nihon Meisaku Dōwa Series - Akai Tori no Kokoro (ja) | 5 février 1979 - 30 juillet 1979 | Basé sur les histoires publié dans le magazine Akai tori (en)                           |
| 1979        | Doraemon                                             | 2 avril 1979 - 25 mars 2005      | Seconde adaptation du manga de Fujiko Fujio                                             |

| Années 1980 | Années 1980                 | Années 1980                          | Années 1980                                                                         |
| Année       | Titre                       | Date de 1re diffusion                | Notes                                                                               |
| ----------- | --------------------------- | ------------------------------------ | ----------------------------------------------------------------------------------- |
| 1980        | Kaibutsu-kun (ja)           | 2 septembre 1980 - 28 septembre 1982 | Seconde adaptation du manga Kaibutsu-kun (ja) de Fujiko Fujio                       |
| 1981        | Ninja Hattori-kun (ja)      | 28 septembre 1981 - 25 décembre 1987 | Basé sur le manga de Fujiko Fujio A                                                 |
| 1982        | Game Center Arashi (ja)     | 5 avril 1982 - 27 septembre 1982     | Basé sur le manga de Mitsuru Sugaya                                                 |
| 1982        | Fuku-chan (ja)              | 2 novembre 1982 - 27 mars 1984       | Basé sur le manga de Ryuichi Yokoyama                                               |
| 1983        | Perman (ja)                 | 4 avril 1983 - 2 juillet 1985        | Seconde adaptation du manga de Fujiko Fujio                                         |
| 1984        | Oyoneko Boonyan (ja)        | 3 avril 1984 - 19 mars 1985          | Basé sur le manga de Misako Ichikawa                                                |
| 1985        | Obake no Q-Tarō             | 1er avril 1985 - 29 mars 1987        | Troisième et suite de l'adaptation du manga de Fujiko Fujio                         |
| 1985        | Pro Golfer Saru (ja)        | 2 avril 1985 - 13 juin 1988          | Basé sur le manga de Motoo Abiko                                                    |
| 1987        | Ultra B (ja)                | 4 avril 1987 - 27 mars 1989          | Basé sur le manga de Fujiko Fujio A                                                 |
| 1987        | Malicieuse Kiki             | 7 avril 1987 - 26 octobre 1989       | Basé sur le manga Esper Mami (ja) de Fujiko F. Fujio                                |
| 1988        | Tsurupika Hagemaru (ja)     | 3 mars 1988 - 6 octobre 1989         | Basé sur le manga yonkoma de Shinbo Nomura                                          |
| 1988        | Biriken (ja)                | 11 juillet 1988 - 3 avril 1989       | Basé sur le manga de Fujiko Fujio A                                                 |
| 1988        | Oishinbo                    | 17 octobre 1988 - 17 mars 1992       | Basé sur le manga de Tetsu Kariya et d'Akira Hanasaki ; coproduite avec Studio Deen |
| 1989        | Obocchama-kun (ja)          | 14 janvier 1989 - 26 septembre 1992  | Basé sur le manga de Yoshinori Kobayashi                                            |
| 1989        | Biriken Nandemo Shōkai (ja) | 10 avril 1989 - 18 septembre 1989    | Seconde saison de l'adaptation du manga de Fujiko Fujio A                           |
| 1989        | Warau Salesman              | 10 octobre 1989 - 29 septembre 1992  | Basé sur le manga éponyme (ja) de Fujiko Fujio A                                    |
| 1989        | Chimpui                     | 2 novembre 1989 - 18 avril 1991      | Basé sur le manga de Fujiko F. Fujio                                                |

| Années 1990 | Années 1990                        | Années 1990                         | Années 1990                                                                                              |
| Année       | Titre                              | Date de 1re diffusion               | Notes |
| ----------- | ---------------------------------- | ----------------------------------- | --- |
| 1990        | Gatapishi (ja)                     | 23 avril 1990 - 29 mars 1991        | Basé sur le manga yonkoma de Sonoyama Shunji                                                             |
| 1990        | Fujiko Fujio no Mumako (ja)        | 3 juillet 1990                      | Basé sur le manga de Fujiko Fujio A ; les trois épisodes ont été diffusés le même jour par TBS           |
| 1990        | 808 Chō Hyōri no Kewaishi (ja)     | 9 octobre 1990 - 30 avril 1991      | Basé sur le manga de Shōtarō Ishinomori                                                                  |
| 1991        | Dororonpa! (ja)                    | 8 avril 1991 - 27 septembre 1991    | Basé sur le manga de Mayumi Muroyama                                                                     |
| 1991        | 21 Emon (ja)                       | 2 mai 1991 - 26 mars 1992           | Basé sur le manga de Fujiko F. Fujio                                                                     |
| 1992        | Crayon Shin-chan                   | 13 avril 1992 - en cours            | Basé sur le manga de Yoshito Usui                                                                        |
| 1992        | Sasurai-kun                        | 7 avril 1992 - 30 juin 1992         | Basé sur le manga de Fujiko Fujio A                                                                      |
| 1997        | Ninpen Manmaru (ja)                | 5 juillet 1997 - 28 mars 1998       | Basé sur le manga de Mikio Igarashi                                                                      |
| 1997        | The Powerpuff Girls                | 6 septembre 1997 - 27 mars 2004     | Coopération de production pour Cartoon Network                                                           |
| 1998        | Yoshimoto Muchikko Monogatari (ja) | 26 octobre 1998 - 5 novembre 1999   | Série originale basée sur les personnages de New Kids Inn Inc. Yoshimoto, une filiale de Yoshimoto Kogyo |
| 1999        | Weekly Storyland (ja)              | 14 octobre 1999 - 13 septembre 2001 | Émission de variétés comportant des histoires et des courtes animations                                  |

| Années 2000 | Années 2000                                                 | Années 2000                       | Années 2000                                       |
| Année       | Titre                                                       | Date de 1re diffusion             | Notes                                             |
| ----------- | ----------------------------------------------------------- | --------------------------------- | ------------------------------------------------- |
| 2000        | Gekidō! Rekishi o kaeru otoko-tachi: Anime Shizuoka-ken-shi | 20 mars 2000 - 28 mars 2000       | Uniquement diffusé dans la préfecture de Shizuoka |
| 2001        | Haré + Guu                                                  | 3 avril 2001 - 25 septembre 2001  | Basé sur le manga de Renjuro Kindaichi            |
| 2002        | Atashin'chi (ja)                                            | 19 avril 2002 - 19 septembre 2009 | Basé sur le manga d'Eiko Kera                     |
| 2005        | Doraemon                                                    | 15 avril 2005 - en cours          | Troisième adaptation du manga de Fujiko Fujio     |
| 2009        | Gokyōdai Monogatari (ja)                                    | 10 octobre 2009 - 26 juin 2010    | Basé sur le manga de Tetsu Adachi                 |

| Années 2010 | Années 2010                             | Années 2010                        | Années 2010 |
| Année       | Titre                                   | Date de 1re diffusion              | Notes |
| ----------- | --------------------------------------- | ---------------------------------- | --- |
| 2010        | Stitch!: Best Friends Forever           | 6 juillet 2010 - 19 juin 2011      | Troisième saison de la série basée sur le film Lilo et Stitch et la série éponyme                                           |
| 2012        | Area no kishi                           | 7 janvier 2012 - 29 septembre 2012 | Basé sur le manga de Hiroaki Igano et de Kaya Tsukiyama                                                                     |
| 2012        | Kuromajo-san ga tōru!! (en)             | 4 avril 2012 - 19 février 2014     | Basée sur le light novel de Hiroshi Ishizaki et de Kaori Fujita                                                             |
| 2013        | Ninja Hattori-kun Returns (ja)          | 23 mai 2013 - en cours             | Seconde adaptation du manga de Fujiko Fujio A pour la télévision indienne ; coproduite avec Reliance MediaWorks             |
| 2014        | Séki, mon voisin de classe              | 5 janvier 2014 - 25 mai 2014       | Basé sur le manga de Takuma Morishige                                                                                       |
| 2014        | Denki-gai no honya-san                  | 2 octobre 2014 - 18 décembre 2014  | Basé sur le manga d'Asato Mizu et de Kōsuke Kurose                                                                          |
| 2014        | Kaitō Joker                             | 6 octobre 2014 - 26 décembre 2016  | Basé sur le manga de Hideyasu Takahashi                                                                                     |
| 2015        | Shin Atashin'chi (ja)                   | 6 octobre 2015 - 5 avril 2016      | Seconde saison de l'adaptation du manga d'Eiko Kera                                                                         |
| 2015        | The Powerpuff Girls                     | 5 septembre 2015 - 26 mai 2018     | Coopération de production pour Cartoon Network                                                                              |
| 2016        | Amaama to Inazuma (ja)                  | 5 juillet 2016 - 20 septembre 2016 | Basé sur le manga de Gido Amagakure ; coopération de production pour TMS Entertainment                                      |
| 2016        | Trickster (en)                          | 2 octobre 2016 - 28 mars 2017      | Série originale basée sur les romans Shōnen tantei dan (少年探偵団) d'Edogawa Ranpo ; coproduite avec TMS Entertainment     |
| 2017        | Warau Salesman NEW                      | 3 avril 2017 - 19 juin 2017        | Seconde adaptation du manga éponyme (ja) de Fujiko Fujio A                                                                  |
| 2017        | Yōkai apartment no yūga na nichijō (en) | 3 juillet 2017 - 25 décembre 2017  | Basé sur le light novel de Hinowa Kōzuki                                                                                    |
| 2018        | Pochitto hatsumei: Pikachin-kit (ja)    | 1er janvier 2018 - 28 mars 2020    | Série originale coproduite avec OLM                                                                                         |
| 2018        | Karakai jōzu no Takagi-san              | 8 janvier 2018 - 26 mars 2018      | Basé sur le manga de Sōichirō Yamamoto                                                                                      |
| 2018        | Barangay 143 (en)                       | 21 octobre 2018 - 30 juin 2019     | Projet nippo-philippin coproduit avec ASI Animation Studios et crédité en tant que TV Asahi                                 |
| 2019        | Shōnen Ashibe Go! Go! Goma-chan (ja)    | 2 avril 2019 - 17 décembre 2019    | Production de la quatrième saison de la troisième adaptation du manga de Hiromi Morishita ; coproduite avec studio palette. |
| 2019        | Karakai jōzu no Takagi-san 2            | 7 juillet 2019 - 22 septembre 2019 | Suite de Karakai jōzu no Takagi-san                                                                                         |

| Années 2020 | Années 2020                            | Années 2020                    | Années 2020 |
| Année       | Titre                                  | Date de 1re diffusion          | Notes |
| ----------- | -------------------------------------- | ------------------------------ | --- |
| 2020        | Hachinan tte, sore wa nai deshō! (ja)  | 2 avril 2020 - 18 juin 2020    | Basée sur la série de light novel écrite par Y.A. et illustrée par Fuzichoco.                                                       |
| 2020        | Kapibara-san (ja)                      | 9 octobre 2020 - 26 mars 2021  | Pour les 15 ans du personnage éponyme de Banpresto (devenu Bandai Spirits) ; coproduite avec Lesprit.                               |
| 2021        | PUI PUI Rongeurs à moteur              | 5 janvier 2021 - 23 mars 2021  | Série originale en stop motion produite par Shin-Ei Animation et Japan Green Hearts en coopération avec Bandai Namco Entertainment. |
| 2021        | Idol Survival (ja)                     | 8 janvier 2021 - 12 mars 2021  | Production originale. |
| 2021        | Those Snow White Notes                 | 3 avril 2021 - 19 juin 2021    | Basée sur le manga de Marimo Ragawa.                                                                                                |
| 2021        | iii icecrin (ja)                       | 6 avril 2021 - 29 juin 2021    | Production originale en partenariat avec Blue Seal Ice Cream.                                                                       |
| 2021        | The World Ends with You: The Animation | 10 avril 2021 - 26 juin 2021   | Basée sur le jeu vidéo de Square Enix ; coproduite avec Domerica.                                                                   |
| 2022        | A Couple of Cuckoos                    | 24 avril 2022 - 2 octobre 2022 | Basée sur le manga de Miki Yoshikawa,.                                                                                              |
| 2023        | The Dangers in My Heart                | 2 avril 2023 - 18 juin 2023    | Basée sur le manga de Norio Sakurai.                                                                                                |
| 2024        | The Dangers in My Heart                | 7 janvier 2024 - 31 mars 2024  | Seconde saison de l'adaptation du manga de Norio Sakurai.                                                                           |

### ONA
| ONA   | ONA              | ONA                                | ONA                                                                                     | ONA |
| Année | Titre            | Date de 1re diffusion              | Notes                                                                                   |     |
| ----- | ---------------- | ---------------------------------- | --------------------------------------------------------------------------------------- | --- |
| 2019  | Null & Peta (ja) | 4 octobre 2019 - 20 décembre 2019  | Basé sur un projet original de Hato.                                                    |     |
| 2019  | Super Shiro (ja) | 13 octobre 2019 - 7 septembre 2020 | Série dérivée de la franchise Shin-chan ; supervision de la production de Science SARU. |     |
| 2021  | Super Spy Ryan   | 2021                               | Production américano-japonais pour Amazon Prime Video.                                  |     |

### Émissions spéciales
| 1980        | Dora·Q·Perman (ja)                                                 | Crossover avec les personnages des différentes œuvres de Fujiko F. Fujio                                 |
| 1981 - 1982 | Kaibutsu-kun (ja)                                                  | |
| 1982        | Pro Golfer Saru (ja)                                               | Épisode spécial de 2 heures                                                                              |
| 1985        | Sangokushi (ja)                                                    | Épisode spécial avec des éléments du manga de Mitsuteru Yokoyama                                         |
| 1986        | Mr. Pen Pen (ja)                                                   | Basé sur le manga de Mayumi Muroyama                                                                     |
| 1986        | Mr. Pen Pen II (ja)                                                | Basé sur le manga de Mayumi Muroyama                                                                     |
| 1986        | Sangokushi II: Tenkakeru Hideotachi (ja)                           | Suite du premier épisode                                                                                 |
| 1992        | Noroi no one piece                                                 | D'après le manga de Shungiku Uchida                                                                      |
| 1992        | Oishinbo: Kyūkyoku tai shikō, chōju ryōri taiketsu!!               | D'après les chapitres éponymes du manga de Tetsu Kariya et d'Akira Hanasaki                              |
| 1992        | Warau Salesman: Special                                            | Une grande partie du scénario est originale                                                              |
| 1993        | Warau Salesman: Haru no tokudai-gō                                 | Basé sur le manga éponyme (ja) de Fujiko Fujio A                                                         |
| 1993        | Warau Salesman: Toshiwasure tokudai-gō                             | Basé sur le manga éponyme (ja) de Fujiko Fujio A                                                         |
| 1993        | Oishinbo: Nichibei kome sensō                                      | D'après les chapitres éponymes du manga de Tetsu Kariya et d'Akira Hanasaki                              |
| 1994        | Kageyama Tamio no double fantasy (ja)                              | Selon un scénario de Tamio Kageyama                                                                      |
| 1994        | Tatsuya Nakazaki: Super Gag Theater (ja)                           | Série d'animation d'anthologie des œuvres de Tatsuya Nakazaki                                            |
| 2002        | Umigame to shōnen (ja)                                             | Série des Sensō dōwa (ja) (litt. « Contes de guerre ») ; adaptation de l'œuvre éponyme de Akiyuki Nosaka |
| 2003        | Tako ni natta okāsan (ja)                                          | Série des Sensō dōwa (ja) (litt. « Contes de guerre ») ; adaptation de l'œuvre éponyme de Akiyuki Nosaka |
| 2004        | Chīsai sensuikan ni koi o shita deka sugiru kujira no hanashi (ja) | Série des Sensō dōwa (ja) (litt. « Contes de guerre ») ; adaptation de l'œuvre éponyme de Akiyuki Nosaka |
| 2005        | Boku no bōkūgō (ja)                                                | Série des Sensō dōwa (ja) (litt. « Contes de guerre ») ; adaptation de l'œuvre éponyme de Akiyuki Nosaka |
| 2006        | Yakeato no, okashi no ki (ja)                                      | Série des Sensō dōwa (ja) (litt. « Contes de guerre ») ; adaptation de l'œuvre éponyme de Akiyuki Nosaka |
| 2006        | Shiroi Koibito (ja)                                                | Uniquement diffusé à Hokkaidō                                                                            |
| 2007        | Futatsu no kurumi (ja)                                             | Travail original de la série des Sensō dōwa                                                              |
| 2008        | Kiku-chan to ōkami (ja)                                            | Série des Sensō dōwa ; adaptation de l'œuvre éponyme de Akiyuki Nosaka                                   |
| 2009        | Aoi hitomi no on'nanoko no ohanashi (ja)                           | Travail original de la série des Sensō dōwa                                                              |
| 2016        | The Powerpuff Girls: 20th Anniversary                              | Production de 26 épisodes pour le 20e anniversaire de la série d'anime                                   |
| 2019        | Doraemon: 40th Anniversary                                         | Production de 3 épisodes pour le 40e anniversaire de la série d'anime                                    |

### Films d'animation
| Années 1980 | Années 1980                                                        | Années 1980 | Années 1980 |
| Année       | Titre                                                              | Notes |             |
| ----------- | ------------------------------------------------------------------ | --- | ----------- |
| 1980        | Doraemon: Nobita no Kyōryū                                         | 1er long-métrage Doraemon de 92 minutes |             |
| 1981        | Doraemon: Nobita no Uchū Kaitakushi                                | 2e long-métrage Doraemon de 90 minutes |             |
| 1981        | 21 Emon: Uchū e Irasshai! (ja)                                     | 1er film 21 Emon de 92 minutes |             |
| 1981        | Doraemon: Boku, Momotarō no nan'na no sa (ja)                      | 1er court-métrage Doraemon de 46 minutes |             |
| 1981        | Doraemon: Ken-chan no bōken (ja)                                   | Réalisé en partenariat avec le Zenkoku shinshin shōgai-ji fukushi zaidan (全国心身障害児福祉財団, litt. « Fondation nationale pour le bien-être des personnes handicapées ») |             |
| 1982        | Doraemon: Nobita no Daimakyo                                       | 3e long-métrage Doraemon de 91 minutes |             |
| 1982        | Kaibutsu-kun: Demon no ken (ja)                                    | 1er film Kaibutsu-kun de 52 minutes |             |
| 1982        | Ninja Hattori-kun: Nin'nin Ninpō Enikki no Maki (ja)               | 1er film Ninja Hattori-kun de 35 minutes |             |
| 1983        | Ninja Hattori-kun: Nin'nin Furusato Daisakusen no Maki (ja)        | 2e film Ninja Hattori-kun de 53 minutes |             |
| 1983        | Doraemon: Nobita no Kaitei Kiganjō                                 | 4e long-métrage Doraemon de 95 minutes |             |
| 1983        | Perman: Birdman ga yattekita!!                                     | 1er film Perman de 25 minutes |             |
| 1984        | Ninja Hattori-kun + Perman: ESP Wars (ja)                          | 1er film crossover de 53 minutes avec les personnages de Ninja Hattori-kun et de Perman                                                                                      |             |
| 1984        | Doraemon: Nobita no Makai Dai Bōken                                | 5e long-métrage Doraemon de 97 minutes |             |
| 1985        | Ninja Hattori-kun + Perman: Ninja Beast Jippō vs. Miracle Egg (ja) | 2d film crossover de 52 minutes avec les personnages de Ninja Hattori-kun et de Perman                                                                                       |             |
| 1985        | Doraemon: Nobita no Little Star Wars                               | 6e long-métrage Doraemon de 97 minutes |             |
| 1986        | Pro Golfer Saru: Super Golf World e no Chōsen! (ja)                | 1er film Pro Golfer Saru de 43 minutes |             |
| 1986        | Doraemon: Nobita to Tetsujin Heidan                                | 7e long-métrage Doraemon de 97 minutes |             |
| 1986        | Obake no Q-taro: Tobidase! Bakebake Daisakusen                     | 1er film Obake no Q-Taro en relief anaglyphe de 15 minutes |             |
| 1987        | Pro Golfer Saru: Kōga Hikyō! Kage no Ninpō Golfer Sanjō! (ja)      | 2d film Pro Golfer Saru de 40 minutes |             |
| 1987        | Doraemon: Nobita to Ryū no Kishi                                   | 8e long-métrage Doraemon de 93 minutes |             |
| 1987        | Obake no Q-taro: Susume! 1/100 Daisakusen                          | 2d film Obake no Q-Taro en relief anaglyphe de 15 minutes |             |
| 1988        | Esper Mami: Hoshizora no Dancing Doll                              | 1er film Esper Mami de 41 minutes |             |
| 1988        | Doraemon: Nobita no Parallel Saiyūki                               | 9e long-métrage Doraemon de 90 minutes |             |
| 1988        | Ultra B: Black Hole kara no Dokusaisha BB!! (ja)                   | Court-métrage de 20 minutes |             |
| 1988        | Kenritsu Umisora Kōkō Yakyū-buin Yamashitatarō-kun (ja)            | Court-métrage de 35 minutes basé sur le manga éponyme de Koseki Kōji |             |
| 1989        | Dorami-chan: Mini-Dora SOS!!! (ja)                                 | 1er court-métrage Dorami-chan de 40 minutes |             |
| 1989        | Doraemon: Nobita no Nihon Tanjō                                    | 10e long-métrage Doraemon de 100 minutes |             |

| Années 1990 | Années 1990                                                 | Années 1990                                                                                        | Années 1990 |
| Année       | Titre                                                       | Notes                                                                                              |             |
| ----------- | ----------------------------------------------------------- | -------------------------------------------------------------------------------------------------- | ----------- |
| 1990        | texte=Chimpui: Eri-sama Katsudō Daishashin                  | 1er film Chimpui de 40 minutes                                                                     |             |
| 1990        | Doraemon: Nobita to Animal Planet                           | 11e long-métrage Doraemon de 100 minutes                                                           |             |
| 1991        | Dorami-chan: Arara Shōnen Sanzoku-dan! (en)                 | 2e court-métrage Dorami-chan de 40 minutes                                                         |             |
| 1991        | Doraemon: Nobita no Dorabian Night                          | 12e long-métrage Doraemon de 99 minutes                                                            |             |
| 1992        | 21 Emon: Uchū Ike! Hadashi no Princess (ja)                 | 2d film 21 Emon de 39 minutes                                                                      |             |
| 1992        | Doraemon: Nobita no Kumo no Ōkoku                           | 13e long-métrage Doraemon de 99 minutes                                                            |             |
| 1993        | Dorami-chan: Hello Kyōryū Kids!! (ja)                       | 3e court-métrage Dorami-chan de 40 minutes                                                         |             |
| 1993        | Doraemon: Nobita to Buriki no Labyrinth                     | 14e long-métrage Doraemon de 100 minutes                                                           |             |
| 1993        | Crayon Shin-chan: Action Mask vs. Leotard Devil (en)        | 1er long-métrage Shin-chan de 93 minutes                                                           |             |
| 1994        | Dorami-chan: Aoi Straw Hat (ja)                             | 3e court-métrage Dorami-chan de 15 minutes                                                         |             |
| 1994        | Doraemon: Nobita to Mugen Sankenshi                         | 15e long-métrage Doraemon de 100 minutes                                                           |             |
| 1994        | Crayon Shin-chan: Buriburi Ōkoku no Hihō                    | 2e long-métrage Shin-chan de 96 minutes                                                            |             |
| 1994        | Umeboshi Denka: Uchū no Hate kara Panparopan! (ja)          | 1er court-métrage Umeboshi Denka de 30 minutes                                                     |             |
| 1995        | 2112: The Birth of Doraemon (en)                            | Téléfilm de 30 minutes sur la vie de Doraemon depuis sa naissance jusqu'à sa rencontre avec Nobita |             |
| 1995        | Doraemon: Nobita no Sōsei Nikki                             | 16e long-métrage Doraemon de 98 minutes                                                            |             |
| 1995        | Crayon Shin-chan: Unkokusai no Yabō (ja)                    | 3e long-métrage Shin-chan de 94 minutes                                                            |             |
| 1996        | Doraemon: Nobita to Ginga Chō Tokkyū                        | 17e long-métrage Doraemon de 97 minutes                                                            |             |
| 1996        | Crayon Shin-chan: Henderland no Daibōken (ja)               | 4e long-métrage Shin-chan de 97 minutes                                                            |             |
| 1996        | Dorami & Doraemons: Robot School's Seven Mysteries!? (ja)   | Téléfilms de 31 minutes                                                                            |             |
| 1997        | The☆Doraemons: Kaitō Dorapan Nazo no Chōsen-jō! (ja)        | Téléfilms de 31 minutes                                                                            |             |
| 1997        | Doraemon: Nobita no Nejimaki City Bōken-ki                  | 18e long-métrage Doraemon de 100 minutes                                                           |             |
| 1997        | Crayon Shin-chan: Ankoku Tamatama Daitsuiseki (ja)          | 5e long-métrage Shin-chan de 99 minutes                                                            |             |
| 1998        | Kaettekita Doraemon (ja)                                    | Court-métrage de 27 minutes                                                                        |             |
| 1998        | The☆Doraemons: Mushimushi Pyonpyon Daisakusen! (ja)         | Téléfilm de 16 minutes                                                                             |             |
| 1998        | Doraemon: Nobita no Nankai Daibōken                         | 19e long-métrage Doraemon de 91 minutes                                                            |             |
| 1998        | Crayon Shin-chan: Dengeki! Buta no Hizume Daisakusen (ja)   | 6e long-métrage Shin-chan de 99 minutes                                                            |             |
| 1999        | Nobita no Kekkon Zen'ya (en)                                | Court-métrage de 27 minutes dont le scénario original a été écrit par Fujiko Fujio                 |             |
| 1999        | The☆Doraemons: Okashina okashi na okashinana? (ja)          | Court-métrage de 16 minutes                                                                        |             |
| 1999        | Doraemon: Nobita no Uchū Hyōryūki                           | 20e long-métrage Doraemon de 93 minutes                                                            |             |
| 1999        | Crayon Shin-chan: Bakuhatsu! Onsen Wakuwaku Daisakusen (ja) | 7e long-métrage Shin-chan de 110 minutes                                                           |             |
| 1999        | The Powerpuff Girls: Modottekita Blossom                    | Court-métrage de 27 minutes                                                                        |             |

| Années 2000 | Années 2000                                                                  | Années 2000                                                       | Années 2000 |
| Année       | Titre                                                                        | Notes                                                             |             |
| ----------- | ---------------------------------------------------------------------------- | ----------------------------------------------------------------- | ----------- |
| 2000        | Doraemon: Obāchan no Omoide (ja)                                             | Court-métrage de 27 minutes                                       |             |
| 2000        | The☆Doraemons: Dokidoki Kikan-sha Daibakusō! (ja)                            | Court-métrage de 17 minutes                                       |             |
| 2000        | Doraemon: Nobita no Taiyōō Densetsu                                          | 21e long-métrage Doraemon de 92 minutes                           |             |
| 2000        | Crayon Shin-chan: Arashi o Yobu Jungle (ja)                                  | 8e long-métrage Shin-chan de 88 minutes                           |             |
| 2001        | Doraemon: Ganbare! Gian!! (ja)                                               | Court-métrage de 26 minutes                                       |             |
| 2001        | Dorami & Doraemons: Space Land Kiki Ippatsu! (ja)                            | Court-métrage de 16 minutes                                       |             |
| 2001        | Doraemon: Nobita to Tsubasa no Yūsha-tachi                                   | 22e long-métrage Doraemon de 91 minutes                           |             |
| 2001        | Crayon Shin-chan: Arashi o Yobu Mōretsu! Otona Teikoku no Gyakushū (ja)      | 9e long-métrage Shin-chan de 89 minutes                           |             |
| 2001        | Eiga The Powerpuff Girls                                                     | long-métrage The Powerpuff Girls de 91 minutes                    |             |
| 2002        | Doraemon: Boku no Umareta Hi (ja)                                            | Court-métrage de 26 minutes                                       |             |
| 2002        | The☆Doraemons: Goal! Goal! Goal!! (ja)                                       | Court-métrage de 7 minutes                                        |             |
| 2002        | Doraemon: Nobita to Robot Kingdom                                            | 24e long-métrage Doraemon de 80 minutes                           |             |
| 2002        | Crayon Shin-chan: arashi o yobu appare! Sengoku dai kassen                   | 10e long-métrage Shin-chan de 95 minutes                          |             |
| 2003        | Pa-Pa-Pa the☆Movie: Perman                                                   | 2e court-métrage de 32 minutes                                    |             |
| 2003        | Doraemon: Nobita to Fushigi Kazetsukai                                       | 24e long-métrage Doraemon de 84 minutes                           |             |
| 2003        | Crayon Shin-chan: Arashi o Yobu Eikō no Yakiniku Road (ja)                   | 11e long-métrage Shin-chan de 95 minutes                          |             |
| 2003        | Atashin'chi (ja)                                                             | 1er film Atashin'chi de 95 minutes                                |             |
| 2003        | The Powerpuff Girls: Kurisumasu Mae no Tatakaidatta                          | court-métrage The Powerpuff Girls de 34 minutes                   |             |
| 2004        | Pa-Pa-Pa the☆Movie: Perman: Tako DE Pon! Ashi HA Pon! (ja)                   | 3e court-métrage de 33 minutes                                    |             |
| 2004        | Doraemon's 25th Anniversary (ja)                                             | Court-métrage de 5 minutes                                        |             |
| 2004        | Doraemon: Nobita no Wan-Nyan Jikūden                                         | 25e long-métrage Doraemon de 80 minutes                           |             |
| 2004        | Crayon Shin-chan: Arashi o Yobu! Yūhi no Kasukabe Bōizu (ja)                 | 12e long-métrage Shin-chan de 96 minutes                          |             |
| 2005        | Crayon Shin-chan: Densetsu o Yobu Buriburi - Sanpun Bokkiri Daishingeki (ja) | 13e long-métrage Shin-chan de 92 minutes                          |             |
| 2006        | Doraemon: Nobita no Kyōryū 2006                                              | 26e long-métrage Doraemon de 107 minutes ; remake du film de 1980 |             |
| 2006        | Crayon Shin-chan: Densetsu wo Yobu: Odore! Amīgo! (ja)                       | 14e long-métrage Shin-chan de 96 minutes                          |             |
| 2006        | The Powerpuff Girls' 10th Anniversary                                        | Court-métrage de 22 minutes                                       |             |
| 2007        | Doraemon: Nobita no Shin Makai Daibōken - Shichinin no Mahō Tsukai           | 27e long-métrage Doraemon de 112 minutes ; remake du film de 1984 |             |
| 2007        | Crayon Shin-chan: Arashi o Yobu - Utau Ketsu dake Bakudan! (ja)              | 15e long-métrage Shin-chan de 102 minutes                         |             |
| 2007        | Un été avec Coo                                                              | Film original de 130 minutes                                      |             |
| 2008        | Doraemon: Nobita to Midori no Kyojin Den                                     | 28e long-métrage Doraemon de 112 minutes                          |             |
| 2008        | Crayon Shin-chan: Chō Arashi o Yobu Kinpoko no Yūsha (ja)                    | 16e long-métrage Shin-chan de 93 minutes                          |             |
| 2008        | The Powerpuff Girls Rule                                                     | long-métrage The Powerpuff Girls de 75 minutes                    |             |
| 2009        | Doraemon: Shin Nobita no Uchū Kaitakushi                                     | 29e long-métrage Doraemon de 102 minutes ; remake du film de 1981 |             |
| 2009        | Crayon Shin-chan: Otakebe! Kasukabe Yasei Ōkoku (ja)                         | 17e long-métrage Shin-chan de 97 minutes                          |             |

| Années 2010 | Années 2010                                                            | Années 2010                                                                                                 | Années 2010 |
| Année       | Titre                                                                  | Notes |             |
| ----------- | ---------------------------------------------------------------------- | --- | ----------- |
| 2010        | Doraemon: Nobita no Ningyo Daikaisen                                   | 30e long-métrage Doraemon de 99 minutes                                                                     |             |
| 2010        | Crayon Shin-chan: Chōjikū! Arashi o Yobu Ora no Hanayome (ja)          | 18e long-métrage Shin-chan de 99 minutes                                                                    |             |
| 2010        | Atashin'chi 3D Movie: Jōnetsu no Chō - Chōnōryoku♪Haha Daibōsō! (ja)   | 2d film Atashin'chi en relief de 43 minutes                                                                 |             |
| 2011        | Doraemon: Shin Nobita to Tetsujin Heidan - Habatake Tenshi Tachi       | 31e long-métrage Doraemon de 108 minutes ; remake du film de 1986                                           |             |
| 2011        | Crayon Shin-chan: Arashi o Yobu Ōgon no Spy Daisakusen (ja)            | 19e long-métrage Shin-chan de 107 minutes                                                                   |             |
| 2012        | Doraemon: Nobita to Kiseki no Shima - Animal Adventure                 | 32e long-métrage Doraemon de 99 minutes                                                                     |             |
| 2012        | Crayon Shin-chan: Arashi o Yobu! Ora to Uchū no Princess (ja)          | 20e long-métrage Shin-chan de 111 minutes                                                                   |             |
| 2013        | Doraemon: Nobita no Himitsu Dōgu Museum                                | 33e long-métrage Doraemon de 104 minutes                                                                    |             |
| 2013        | Crayon Shin-chan: Bakauma-tsu! B-Kyū Gourmet Survival!! (ja)           | 21e long-métrage Shin-chan de 95 minutes                                                                    |             |
| 2013        | The Powerpuff Girls: Dansupantsu                                       | 1er long-métrage The Powerpuff Girls en flashbacks animés de 75 minutes                                     |             |
| 2014        | Parol no Miraijima (ja)                                                | Court-métrage original de 26 minutes réalisé pour l'Anime Mirai                                             |             |
| 2014        | Doraemon: Shin Nobita no Daimakyo - Peko to 5-nin no Tankentai         | 34e long-métrage Doraemon de 109 minutes ; remake du film de 1982                                           |             |
| 2014        | Crayon Shin-chan: Gachinko! Gyakushū no Robo Tō-chan (ja)              | 22e long-métrage Shin-chan de 97 minutes                                                                    |             |
| 2014        | Stand by Me Doraemon                                                   | 1er long-métrage Doraemon en 3D CGI de 105 minutes ; coproduite avec Shirogumi et Robot Communications (en) |             |
| 2015        | Doraemon: Nobita no Space Heroes                                       | 35e long-métrage Doraemon de 100 minutes                                                                    |             |
| 2015        | Crayon Shin-chan: Ora no Hikkoshi Monogatari - Saboten Daishūgeki (ja) | 23e long-métrage Shin-chan de 104 minutes                                                                   |             |
| 2016        | Doraemon: Shin Nobita no Nippon Tanjō                                  | 36e long-métrage Doraemon de 104 minutes ; remake du film de 1989                                           |             |
| 2016        | Crayon Shin-chan: Bakusui! Yumemi World Daitotsugeki! (ja)             | 24e long-métrage Shin-chan de 97 minutes                                                                    |             |
| 2017        | Gō-chan.: Moco to Chinjū no Mori no Nakama-tachi (ja)                  | 1er film avec pour vedette Gō-chan., la mascotte de TV Asahi                                                |             |
| 2017        | Doraemon: Nobita no Nankyoku kachikochi dai bōken                      | 37e long-métrage Doraemon de 101 minutes                                                                    |             |
| 2017        | Crayon Shin-chan: Shūrai!! Uchūjin Shiriri                             | 25e long-métrage Shin-chan de 93 minutes                                                                    |             |
| 2017        | Mary et la Fleur de la sorcière                                        | Coopération de production pour le 1er film du Studio Ponoc                                                  |             |
| 2018        | Doraemon: Nobita no Takarajima                                         | 38e long-métrage Doraemon de 109 minutes                                                                    |             |
| 2018        | Gō-chan.: Moco to Chinjū no Mori no Nakama-tachi (ja)                  | 2d film avec pour vedette Gō-chan., la mascotte de TV Asahi                                                 |             |
| 2018        | Crayon Shin-Chan: Bakumori! Kung-Fu Boys - Rāmen Tairan                | 26e long-métrage Shin-chan de 104 minutes                                                                   |             |
| 2019        | Doraemon: Nobita no Getsumen Tansa-ki                                  | 39e long-métrage Doraemon de 111 minutes                                                                    |             |
| 2019        | Crayon Shin-chan: Shinkon Ryokō Harikēn ~Ushinawareta Hiroshi~         | 27e long-métrage Shin-chan de 100 minutes                                                                   |             |
| 2019        | The Powerpuff Girls: Dansupantsu 2                                     | 2e long-métrage The Powerpuff Girls en flashbacks animés de 75 minutes                                      |             |

| Années 2020 | Années 2020                                                             | Années 2020                                                                                 | Années 2020 |
| Année       | Titre                                                                   | Notes                                                                                       |             |
| ----------- | ----------------------------------------------------------------------- | ------------------------------------------------------------------------------------------- | ----------- |
| 2020        | Doraemon: Nobita no shin kyōryū (ja)                                    | 40e long-métrage Doraemon de 110 minutes ; pour les 50 ans de la franchise Doraemon         |             |
| 2020        | Crayon Shin-chan: Gekitotsu! Rakuga Kingdom to hobo yonin no yūsha (ja) | 28e long-métrage Shin-chan de 100 minutes                                                   |             |
| 2020        | Stand by Me Doraemon 2                                                  | 2e long-métrage Doraemon en 3D CGI ; coproduite avec Shirogumi et Robot Communications (en) |             |
| 2021        | Doraemon: Nobita's Little Star Wars 2021 (ja)                           | 41e long-métrage Doraemon                                                                   |             |
| 2021        | Crayon Shin-chan: Nazo meki! Hana no tenkasu gakuen (ja)                | 29e long-métrage Shin-chan                                                                  |             |